# Carl Gustaf Weman
Carl Gustaf Weman, född 14 oktober 1740 i Libelits, Norra Karelen, död 15 februari 1803, var en finländsk språkforskare och skald. 
Weman blev 1766 filosofie magister vid Åbo universitet och utnämndes 1768 på grund av avhandlingen De convenientia linguarum hebreæ et fennicæ (I, 1767) till docent i finska språket, den förste läraren i detta språk vid Finlands universitet. Samma och följande år utgav han flera finska dikter på finsk runometer med anledning av svenska hovfester och andra politiska händelser, bland annat en sång med jämsides löpande svensk och finsk text med anledning av Gustav III:s statskupp 1772. 
Weman prästvigdes i Uppsala 1774 och tjänstgjorde de följande åren i Sverige som militärpräst, varunder hertigarna Karl och Fredrik Adolf av honom fick undervisning i finska. År 1776 blev Weman kyrkoherde i Kimito socken i sydvästra Finland och försökte som sådan särskilt höja den sockenskola där, som redan grundlagts av Axel Oxenstierna och sålunda är den i sitt slag första i Finland.